# 젠트
젠트(Djent, /ˈdʒɛnt/)는 프로그레시브 메탈의 하위 장르이다. 메슈가가 처음 선보였던 높은 강도의 게인, 디스토션, 팜 뮤트, 저음역대의 일렉 기타에서 나는 의성어에서 이름이 파생되었다.

## 발전

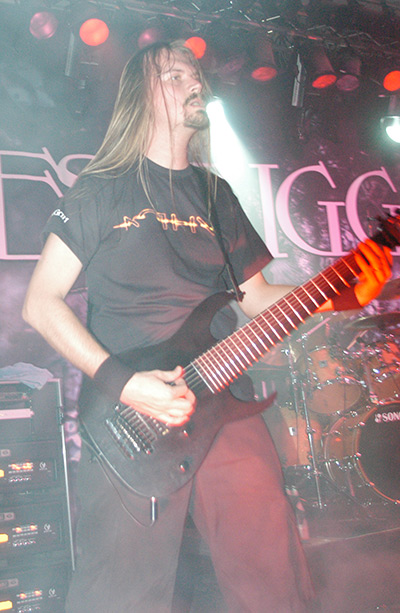
메슈가의 기타리스트 프레드리크 토르덴달이 젠트의 선구자로 여겨진다.

일반적으로 스웨덴 출신 밴드 메슈가의 기타리스트 프레드리크 토르덴달이 젠트 테크닉의 선구자로 여겨진다. 그러나 밴드는 이 용어 자체를 사용하진 않았다. 젠트 씬은 미샤 맨수르(Misha Mansoor)와 같은 취미 뮤지션들의 온라인 커뮤니티에서 발전했는데, 이후 그가 속해 있는 밴드 페리퍼리(Periphery)의 성공을 통해 젠트는 "가상 세계의 것이 현실로 나온 것"이라고 정의된다. 젠트의 발전에 큰 영향을 미친 다른 밴드들로 식스(SikTh), 엠네믹(Mnemic), 애니멀즈 애즈 리더즈(Animals as Leaders), 테서렉트(TesseracT), 텍스쳐스(Textures) 등이 있다.
젠트 씬은 빠르게 발전하여 온라인 커뮤니티에 있던 침프 스패너(Chimp Spanner), 기즈마치(Gizmachi), 모뉴먼츠(Monuments)와 같은 밴드의 멤버들이 투어를 다니기 시작했고 앨범을 발매하여 상업적인 이득을 얻게 되었다. 젠트 스타일을 밴드로는 어 라이프 원스 로스트(A Life Once Lost), 베일 오브 마야(Veil of Maya), 빌드얄타(Vildhjarta), 제라스(Xerath) 등이 있다. 본 오브 오시리스(Born of Osiris) 또한 젠트 무브먼트에 영향을 받았다고 평가된다. 또한 젠트 밴드임에도 보컬 파트를 주로 랩으로 구성하는 핵티비스트(Hactivist)와 DVSR같은 밴드 또한 존재한다.

## 특징
젠트는 다운율적 음악 바탕에 프로그레시브적이고, 리드미컬하며, 기교적인 복잡성을 특징으로 갖는다. 대표적인 예로 토신 아바시(Tosin Abasi)의 곡 "CAFO"가 있다. 또한 일반적으로 강한 디스토션, 팜 뮤트로 구성된 기타 코드, 당김음으로 구성된 리프, 폴리미터로 구성된 비르투오소적인 기타 솔로로 구성되어 있다. 젠트는 주로 7현과 8현, 심지어 9현 기타를 사용하기도 한다.

## 평가
메탈 커뮤니티의 몇몇 사람들은 용어 "젠트"에 대해서 얼마 지나지 않아 사라질 것이다, 장르가 맞긴 하느냐 라는 식으로 부정적인 의견을 내기도 한다. 그러나 테서랙트나 애니멀즈 애즈 리더즈와 같은 몇몇 밴드는 높은 평가를 받아 시상을 받기도 하고 그들의 앨범이 호평을 받기도 한다. 포스트 메탈 밴드 로제타(Rosetta)는 "그렇게 따지자면 둠 메탈은 '두―ㄴ'이라고 불러야 되나?"라는 반응을 보이며 주목을 받기도 했다. 램 오브 갓의 보컬 랜디 블라이드가 젠트에 관련해서 질문을 받자 그는, "세상에 '젠트'라는 건 존재하지 않는다. 이건 음악 장르라 할 수 없다."라고 대답했다. 기타 메신저와의 인터뷰에서 페리퍼리의 기타리스트 미샤 맨수르는 이렇게 말했다.
난 '젠트'스러운 장비를 찾고 있었다. 나는 '이 기타 픽업이 "젠트"스러운가?'라는 태도를 갖기도 했다. 확실히 젠트가 인기를 끌기 시작했으나, 완벽히 틀린 방향으로 나아갔다고 할 수 있다. 왜냐하면 사람들이 젠트를 음악의 한 스타일이라고 생각하며 더 나아가 우리가 하는 음악적 특징이라고 생각하기 때문이다.
프리씽커즈 블로그에서 미샤 맨수르는 "이 포괄적 용어는 거의 모든 프로그레시브 밴드들, 엇박을 주로 사용하는 모든 밴드에게 적용될 수 있다. (중략) 80퍼센트의 사운드를 클린 채널로 사용하여 사운드가 아름다운 스케일 더 서밋(Scale the Summit)같은 밴드들도 젠트 밴드로 인식될 수 있다. (중략) 난 이런 식으로 생각되는 게 참 좋다고 생각하는데 왜냐하면 이렇게 함으로써 대단한 밴드들을 한 군데로 통합시킬 수 있기 때문이다. (중략) 내가 존경하는 밴드들이 우리를 둘러싸고 있기도 하지만 애초에 사람들이 당최 젠트가 뭔지 정확히 알지 못하는 것 같다. (중략) 굉장히 모호한 용어이다" 라고 젠트에 대한 그의 생각을 털어놓았다. 또다른 인터뷰에서 그는, "만약 당신이 우리를 젠트 밴드라고 불러도 상관없다. 그러니까, 우리가 이 용어를 적극적으로 차용하진 않겠지만 애초에 이 용어가 너무 모호해서 어떻게 써야 할지도 모르겠다."
애니멀즈 애즈 리더즈의 토신 아바시 또한 이 용어에 대해 좀 더 관대한 관점으로 바라보는데, 그는 젠트 밴드들에게는 공통되는 특징들이 있으므로 젠트를 장르 용어로 써도 좋다고 생각한다. 그가 한 장르에 대해서 굉장히 자세히 묘사하려 노력하지 않으면서도 그는 한 음악 장르는 그 장르에 종사하는 서로 다른 아티스트들 간에 존재하는 공통된 특징에 의해 정의된다고 강조하였다. 이런 방식으로, 젠트는 모던 프로그레시브 메탈의 특정 부분을 가리키는 장르라고 볼 수 있다.